# Нагорный, Иван Григорьевич
Иван Григорьевич Нагорный (18 апреля 1902, Дергачи — 1941, погиб на фронте) — старший лейтенант госбезопасности, начальник внутренней тюрьмы УГБ НКВД УССР (1937—1941), палач-расстрельщик.

## Биография
Родился в украинской семье в посёлке Дергачи Харьковской губернии; отец, Григорий Лаврентьевич Нагорный, был безземельным крестьянином и работал по найму плотником. Окончил 4 класса сельской школы и работал слесарем. В 1917 году вступил в рабочую заводскую дружину, с которой был направлен на фронт воевать с Корниловым. Продолжал воевать до 1922 года, и за время службы пять раз получал ранения.
По окончании военной службы работал милиционером в Харькове, в 1926 году назначен надзирателем комендатуры ГПУ УССР. В 1929 году был осуждён на 6 месяцев условно за непреднамеренное убийство. С 1930 года — вновь в ГПУ УССР, был назначен на должность начальника спецкорпуса ГПУ УССР, служил в Молдавской АССР. Работал заместителем коменданта ГПУ/НКВД УССР. С 1937 по 1941 год работал начальником внутренней тюрьмы УГБ НКВД УССР. С 22 марта 1936 года — младший лейтенант государственной безопасности. С 17 ноября 1937 года — лейтенант государственной безопасности. С 7 января 1940 года — старший лейтенант государственной безопасности. В это время приторговывал вещами расстрелянных, проходил в качестве свидетеля по делу о торговле вещами расстрелянных. Непосредственно приводил в исполнение смертные приговоры в отношении приговорённых в Киеве, Тирасполе и других городах.
Погиб при Киевской стратегической оборонительной операции.

## Награды
- Орден Красной Звезды (28.11.1936) — за «особые заслуги в борьбе за упрочение социалистической законности»

## Семья
- Брат — Пётр Григорьевич Нагорный, председатель Черкасско-Лозовского сельсовета Харьковской области, осуждён на 6 лет ИТЛ.